# Joseph Aymerich
Pour les articles homonymes, voir Aymerich.
Joseph Gaudérique Aymérich, né le 20 février 1858 à Estagel (Pyrénées-Orientales) et mort le 11 juin 1937 à Toulon (Var), est un général et homme politique français qui joua un rôle important dans les colonies françaises.

## Biographie
Issu d'une ancienne famille d'Estagel, dans les Pyrénées-Orientales, Joseph Aymerich est le fils aîné de Férréol-Vincent Aymerich et de Thérèse Marie Moner et frère de Jacques Gaudérique (1859-1929) et Étienne Louis (1862-1922). Il s'engage à l'âge à 18 ans à l'école spéciale militaire de Saint-Cyr. Il s'illustre notamment lors de la Guerre franco-chinoise et, pendant la première Guerre mondiale, au Cameroun, dont il est Commissaire de la République (principal dirigeant) d'avril à octobre 1916. En 1920, il est nommé Grand officier de la Légion d'honneur. Il publie en 1933 La Conquête du Cameroun.

## Carrière militaire

### Grades
- 30/10/1876 : Élève-officier
- 01/10/1878 : Sous-lieutenant
- 12/12/1883 : Lieutenant
- 23/04/1888 : Capitaine
- 18/02/1897 : Chef de bataillon
- 16/03/1901 : Lieutenant-colonel
- 26/09/1905 : Colonel
- 23/03/1912 : Général de brigade
- 28/12/1915 : Général de division

### Affectation
- 30/10/1876 : École spéciale militaire, 61e promotion dite de Plewna
- 01/10/1878 : 15e régiment d'infanterie de ligne
- 12/12/1883 : 29e bataillon de chasseurs à pied
- 18/06/1885 : 1er régiment de tirailleurs tonkinois
- 18/06/1887 : 2e régiment d'infanterie de marine
- 12/10/1889 : 1er régiment d'infanterie de marine
- 03/04/1890 : 8e régiment d'infanterie de marine
- 10/08/1891 : 3e régiment de tirailleurs tonkinois
- 26/08/1891 : Bataillon du Sénégal
- 01/04/1893 : 8e régiment d'infanterie de marine
- 14/05/1895 : Régiment de tirailleurs annamites
- 31/05/1897 : 8e régiment d'infanterie de marine
- 11/09/1897 : 4e régiment d'infanterie de marine
- 30/12/1898 : 1er bataillon de marche du Sénégal
- 21/01/1899 : 14e régiment d'infanterie de marine
- 06/09/1900 : 2e régiment de tirailleurs sénégalais
- 29/12/1900 : 6e régiment d'infanterie de marine
- 16/03/1901 : 8e régiment d'infanterie coloniale

## Distinctions

### Décorations françaises
- Grand officier de la Légion d'honneur (4 janvier 1920)[4]
- Médaille coloniale avec agrafe "soudan"
- Médaille commémorative de l'expédition du Tonkin
- Médaille commémorative de l'expédition du Dahomey

### Décorations étrangères
- Officier de l'ordre royal du Cambodge
- Chevalier de l'Ordre du Dragon d'Annam